# Henri Guidet
Henri Guidet, né le 29 mars 1912  à Bapaume et mort le 29 mai 1982 dans la même ville, est un homme politique français.

## Biographie
Il est le fils du député radical-socialiste Abel Guidet, mort en déportation.
Adhérant à la SFIO dans sa jeunesse, il s'engage dans la Résistance durant la Seconde guerre mondiale au sein du réseau Marco-Polo. 
À la Libération, il est élu conseiller général du canton de Bapaume, de 1945 à 1980, date à laquelle il démissionne. Il est par ailleurs vice-président du conseil général à partir de 1952. De 1965 à sa mort, il est maire de Bapaume.
En 1967, il devient député FGDS de la deuxième circonscription mais il est battu l'année suivante par le candidat UDR Jean Chambon.
Il est le mentor de Jean-Paul Delevoye.